# 성낙운
성낙운(成樂雲, 1926년 2월 2일~1997년 5월 28일)은 대한민국의 전직 축구 선수로 현역 시절 포지션은 공격수이다.

## 선수 경력
대한민국 대표팀의 일원으로 1954년 FIFA 월드컵, 1954년 아시안 게임, 1958년 아시안 게임에 출전했고 특히 2번의 아시안 게임에서 6골을 기록하며 대한민국 대표팀의 아시안 게임 2회 연속 은메달 획득에 기여했다.

## 은퇴 이후
현역 은퇴 후 축구 심판으로 활동한 뒤 1965년부터 1976년까지 국제 심판으로 여러 국제 경기에 참가했으며 이후 1997년 5월 28일 70세의 나이에 사망했다.